# Tremella fuciformis
Tremella fuciformis es una especie de hongo que produce basidiocarpos (cuerpos) blancos, tipo fronda, de contextura gelatinosa. Es una especie ampliamente distribuida siendo especialmente  frecuente en los trópicos creciendo sobre ramas recientemente muertas o desprendidas de árboles de grandes hojas. Los micelios aéreos, de aspecto esponjoso, son cultivados con propósitos comerciales y son uno de los hongos más populares en la cocina y medicina china Entre los nombres comunes de Tremella fuciformis se encuentran hongo blanco, hongo de la oreja plateada o hongo gelatinoso blanco.
Tremella fuciformis es un hongo parásito, y crece como una película de aspecto mucilaginoso sobre la superficie de ramas húmedas hasta que encuentra su hospedador favorito,  que son algunas especies de hongos de los géneros Annulohypoxylon (o posiblemente Hypoxylon). Al encontrar uno de estos hongos lo invade y desarrolla el crecimiento agresivo del micelio necesario para formar el cuerpo con aspecto de gelatina esponjosa que se comercializa.

## Taxonomía y denominación
Tremella fuciformis fue descripto originalmente en 1856 por el micólogo inglés Miles Joseph Berkeley, a partir de colecciones provenientes de Brasil del botánico y explorador Richard Spruce. En 1939, el micólogo japonés Yosio Kobayasi describió al Nakaiomyces nipponicus, un hongo de aspecto similar que se diferencia por poseer tener ciertas fibras oscuras diseminadas en su superficie. Investigaciones posteriores, establecieron que los cuerpos eran de Tremella fuciformis parasitado por un ascomycete, Ceratocystis epigloeum, que formaba las fibras oscuras. Nakaiomyces nipponicus es por lo tanto un sinónimo de T. fuciformis.
En chino se lo denomina 银耳 (pinyin: yín ěr; literalmente "oreja plateada"), 雪耳 (pinyin: xuě ěr; literalmente "oreja de nieve"); o 白木耳 (pinyin: bái mù ěr, literalmente "oreja blanca de madera"), y en japonés se lo llama shiro kikurage (シロキクラゲ, lit. "white tree jellyfish"). En Vietnam, se lo denomina nấm tuyết o ngân nhĩ.
En su libro, Growing Gourmet and Medicinal Mushrooms, Paul Stamets presenta los siguientes nombres comunes del Tremella fuciformis (al cual denomina "Hongo gelatinoso blanco"):
- Yin Er
- Hongo gelatinoso blanco
- Hoja gelatinosa blanca ("Shirokikurage")
- Hongo oreja plateada
- Hongo de nieve
- Hongo Crisantemo

## Descripción
El cuerpo es blanco de contextura acuosa y gelatinosa, mide hasta 7.5 cm (siendo mayor en especímenes cultivados), y está formado por delgadas frondas erectas, similares a algas marinas, a menudo arrepolladas en los bordes. Desde un punto de vista microscópico las hifas presentan fíbulas y se presentan en forma de una densa matriz gelatinosa. En las hifas se desarrollan células haustoriales, que producen filamentos que se afirman y penetran las hifas del hospedador. Los basidios son tremeloides (elipsoides, con septas oblicuas y verticales), 10–13 por 6.5–10 μm, a veces stalked. Las basidioesporas son suaves y de forma elipsoidal, 5–8 por 4–6 μm, y germinan mediante un tubo hifal o mediante células de levadura.

## Hábitat y distribución
Se ha determinado que Tremella fuciformis es un parásito de especies de Hypoxylon. Muchas de estas especies fueron trasladadas en el 2005 al género nuevo, Annulohypoxylon incluido su hospedador preferido, Annulohypoxylon archeri, la especie que se utiliza comúnmente en cultivos comerciales. Siguiendo a su hospedador, sus cuerpos se encuentran en ramas muertas o recientemente desprendidas de árboles de grandes hojas.
La especie es propia de zonas tropicales y subtropicales, pero también se presenta en áreas templadas en Asia y América del Norte. Se la encuentra en toda Sudamérica y América Central, el Caribe, partes de América del Norte, África sub-Sahara, sur y este de Asia, Australia, Nueva Zelanda, y las islas del Pacífico.

## Cultivo
Tremella fuciformis ha sido cultivado en la China desde el siglo XIX. Inicialmente se utilizaban troncos de madera preparados y tratados de diversas maneras con la esperanza que los mismos fueran colonizados por el hongo. Este método de cultivo incierto fue mejorado cuando los troncos comenzaron a ser inoculados con esporas o micelio. La producción moderna comienza al descubrir que es preciso inocular no solo el Tremella sino su especie hospedadora en el substrato de manera de tener éxito. El método de "cultivo dual", que se emplea comercialmente en la actualidad, utiliza una mezcla de aserrín inoculada con ambas especies de hongos y mantenido en condiciones ambientales óptimas. La especie más popular para aparear con el T. fuciformis es su hospedador preferido, Annulohypoxylon archeri. En 1997 la producción de China se estimaba era de unas 130,000 toneladas. Tremella fuciformis también es cultivado en otros países del este de Asia, con algunos escasos cultivos en otras regiones del mundo.

## Gastronomía
En la gastronomía China, Tremella fuciformis es empleado tradicionalmente en la elaboración de platos dulces. Aunque carece de sabor, Es apreciado por su textura gelatinosa y por sus supuestas propiedades medicinales. Por lo general se utiliza para preparar una sopa postre denominada luk mei (六味), a menudo combinado con frutas secas tradicionales en China como azufáifos Ziziphus jujuba, ojos de dragón Dimocarpus longan, y otros ingredientes. También se lo utiliza como un componente de una bebida y como helado. Dado que con el cultivo ha bajado su costo, se ha incrementado su uso en otros alimentos.

## Belleza y salud
Tremella fuciformis también es usado como base de productos de belleza femeninos en China y Japón, ya que se considera que aumenta la humedad de la piel reduciendo las arrugas y suavizando las marcas faciales. Su supuesta acctividad medicamentosa parece relacionada con la producción de un enzima, el heteropolisacárido ácido de glucuronoxylomannano al que se le han atribuido teóricos efectos anti envejecimiento.